# 胡經昌
胡經昌，BBS，JP（1951年8月23日—） ，男，籍貫廣東順德，香港黃金商人，前「香港金王」胡漢輝之子，香港金銀業貿易場永遠名譽會長，中國全國政協委員，曾任香港立法會金融服務界別議員。

## 背景
胡經昌早年就讀東院道官立小學（1963年上午校）和香港華仁書院，於加拿大多倫多大學取得工程系碩士學位。回港後協助其父親胡漢輝的黃金業務，1993年出任港事顧問。他曾多次到中國內地，如上海、深圳等地考察，協助內地金融證券業的發展。
2000年胡經昌循金融服務界功能界別，當選成為香港立法會議員，他曾在任內建議，在立法會會議前，需唱中華人民共和國國歌。他亦曾任多項公職，包括東區區議員、香港小童群益會主席等。
2018年1月，当选第十三届全国政协委员。

## 家庭
胡經昌的妻子為胡美寶，共育有兩名子女。

## 公職
- 立法會財經事務委員會副主席
- 香港海洋公園有限公司董事
- 統計諮詢委員會委員
- 衛奕信勳爵文物信託受託人委員會委員
- 禁毒常務委員會委員
- 香港房屋委員會委員
- 禁毒基金會投資小組委員會委員
- 廣東大亞灣核電站、嶺澳核電站核安全諮詢委員會副主席
- 香港中華總商會副會長
- 香港小童群益會執行委員會委員
- 香港友好協進會會董
- 瑪麗醫院慈善基金受託人
- 香港培華教育基金會常務委員
- 香港金銀業貿易場永遠名譽會長
- 香港證券經紀業協會永遠名譽會長
- 香港同胞慶祝國慶籌委會秘書長

## 榮譽
- 銅紫荊星章（1998年）
- 太平紳士（2002年）